# Yves Huppen
Yves H, echte naam Yves Huppen (Brussel, 17 maart 1967) is een Belgische schrijver van stripverhalen. Hij is de zoon van striptekenaar Hermann.

## Biografie
Yves volgde aan het de kunstacademie van Louvain-la-Neuve een opleiding om zich voor te bereiden op een carrière als filmmaker. Toen dit niet goed van de grond kwam, probeerde hij met het maken van stripverhalen de kost te verdienen. In 1995 verscheen van zijn hand het album Het geheim van de hond-mensen.
Als tekenaar oogstte hij weinig lof. Zijn scenario's werden beter ontvangen, vooral de stripverhalen waar zijn vader de tekeningen voor verzorgde.

## Albums
- Afrika
- Andy Morgan
- Bernard Prince
- Bloedbanden
- Dracula (Hermann)
- De duivel der zeven zeeën
- Duke
  - Modder en Bloed (2017)
  - Eens een killer (2018)
  - Ik ben een schaduw (2019)
  - ‘’Het laatste gebed’’ (2020)
- Het geheim van de hond-mensen
- The Girl from Ipanema
- Manhattan Beach 1957
- Een nacht met volle maan
- Old pa Anderson
- Schemerwoude
- Station 16
- Terug naar Congo
- De veerman
- Zhong Guo
- Zonder pardon

- Bibliothèque nationale de France: cb144295440 (data)
- Gemeinsame Normdatei: 135928265
- International Standard Name Identifier: 0000 0001 0909 5251
- Library of Congress Control Number: no2004004066
- Nederlandse Thesaurus van Auteursnamen: 13495856X
- Système universitaire de documentation: 077351126
- Virtual International Authority File: 64224334
- WorldCat: E39PBJhRBBvBTQt3BYT8kCDjG3